# Liste ungarischer Schriftsteller
Dies ist eine Liste ungarischer Schriftsteller.

## Liste

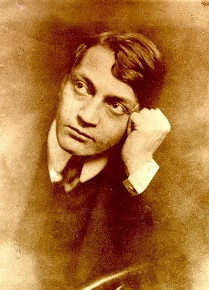
Ady Endre

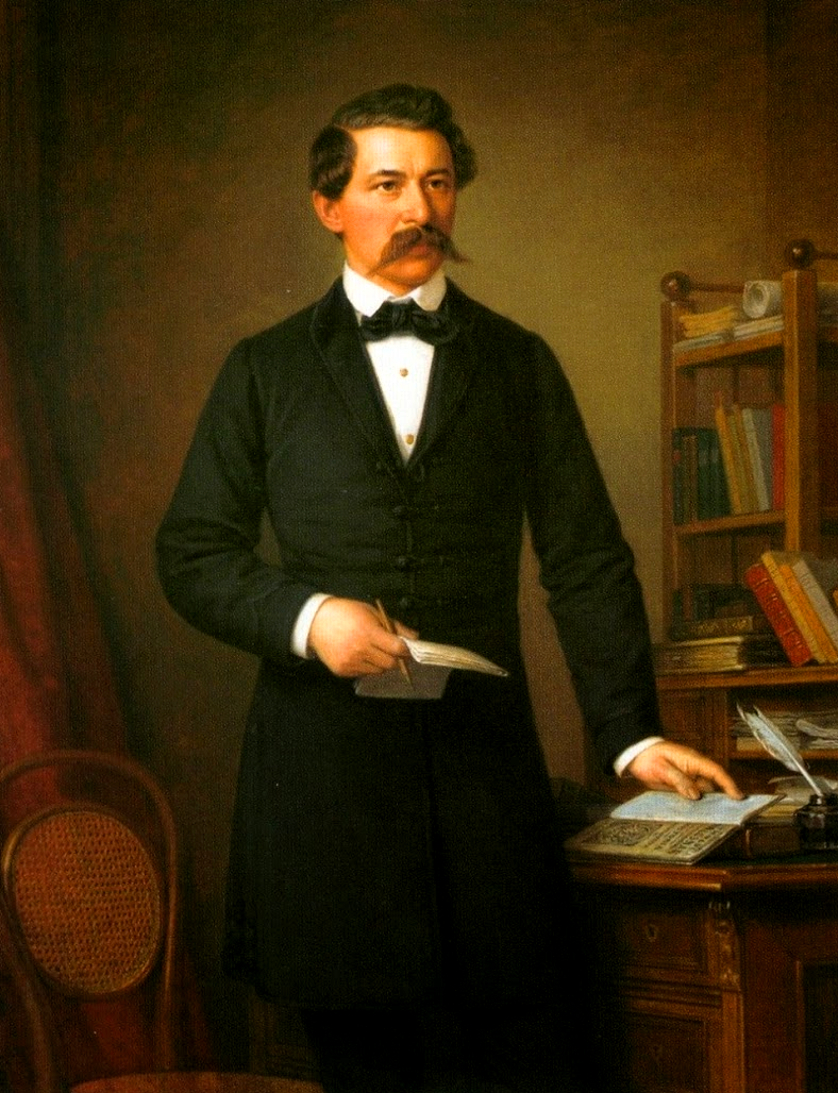
Arany János

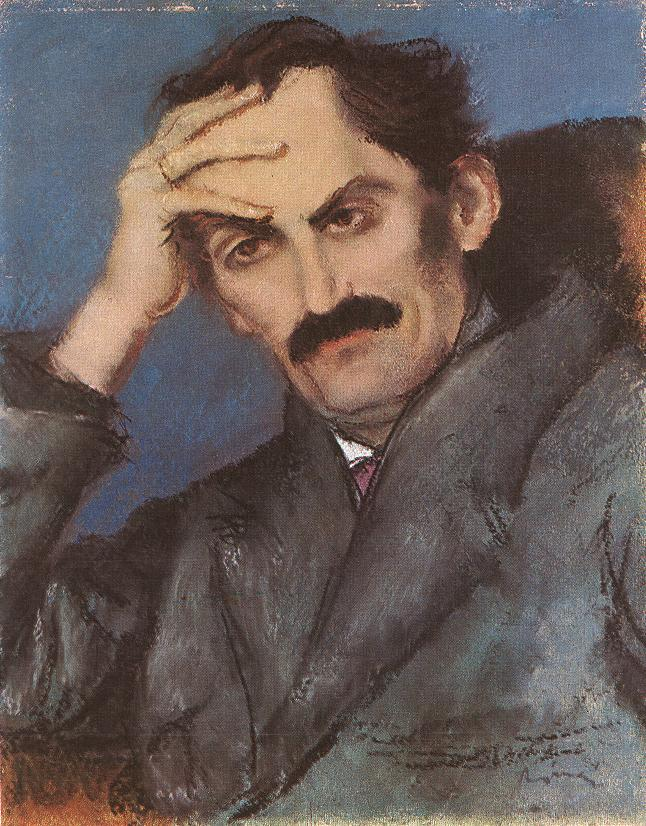
Babits Mihály

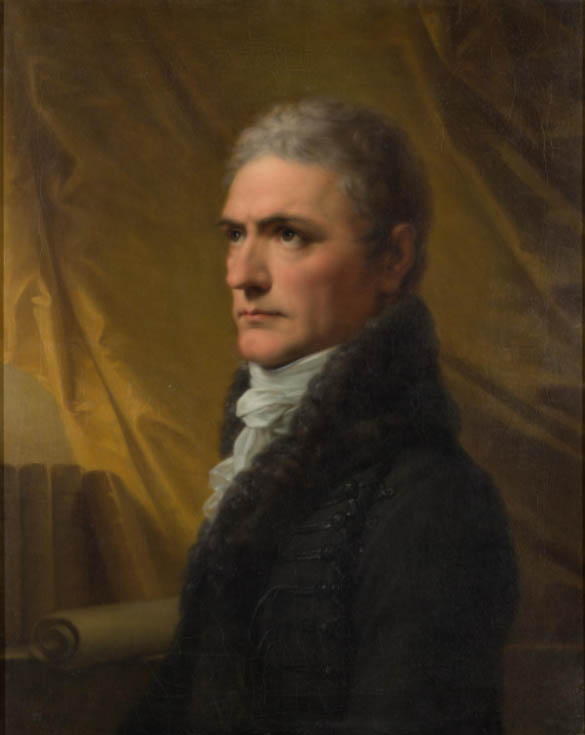
Batsányi János

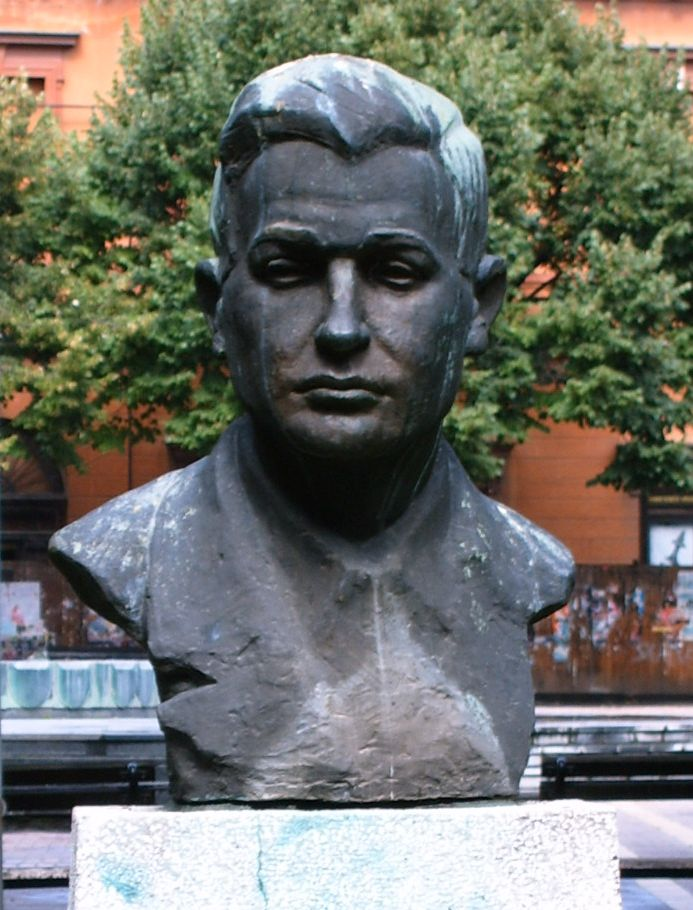
Csáth Géza

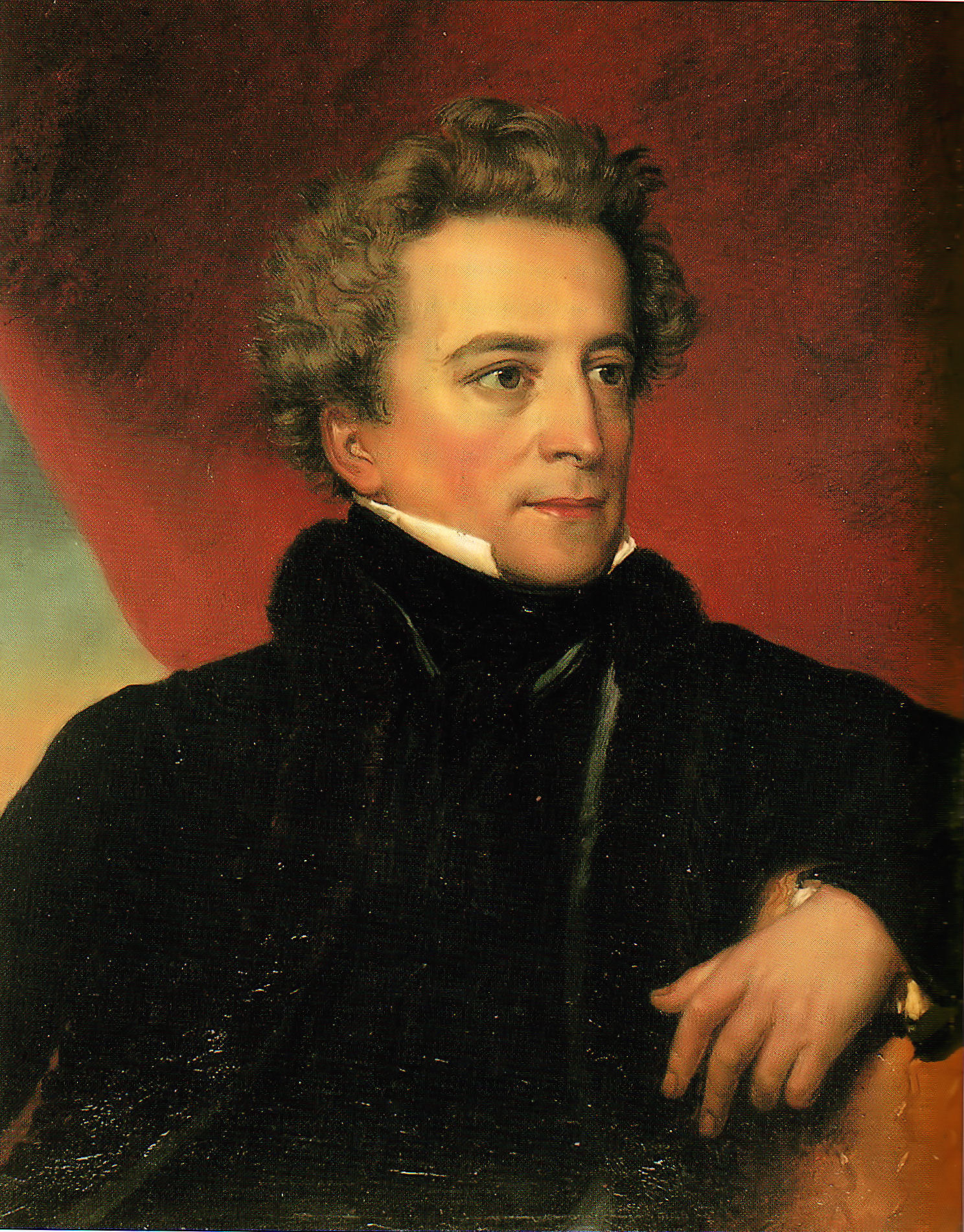
Dessewffy József

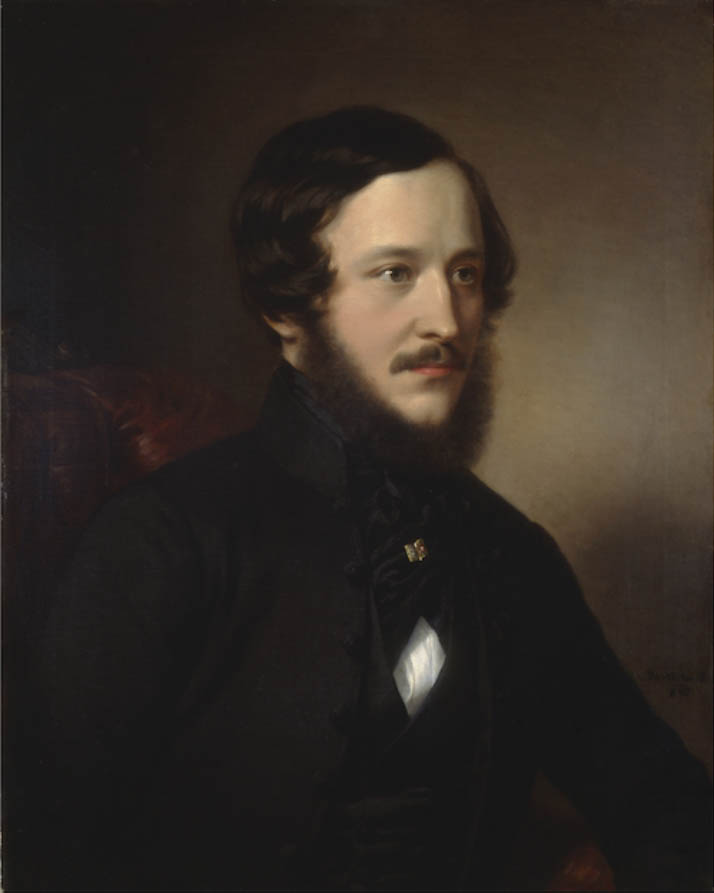
Eötvös József

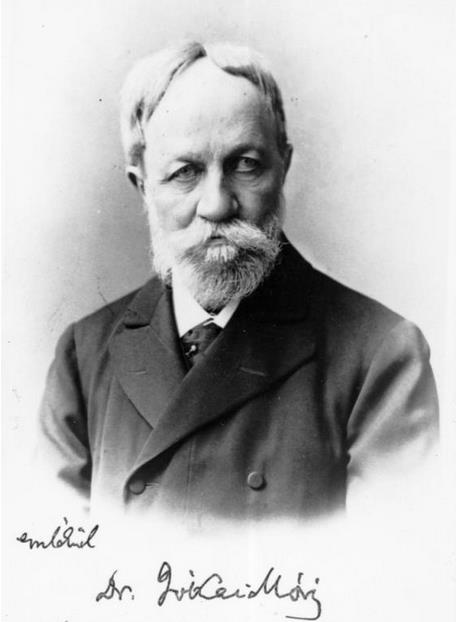
Jókai Mór

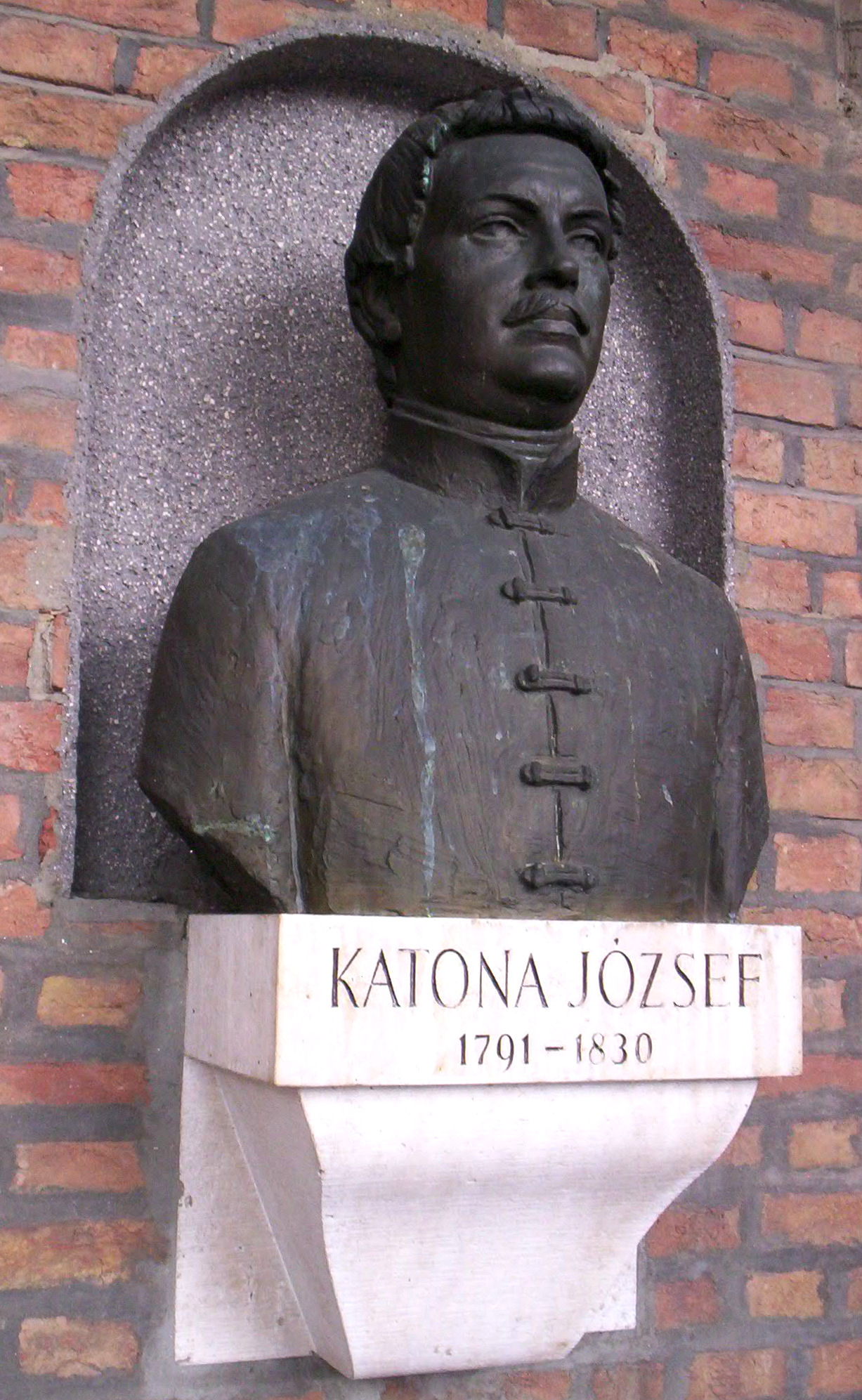
Katona József

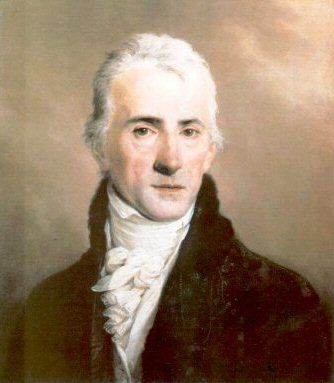
Kazinczy Ferenc

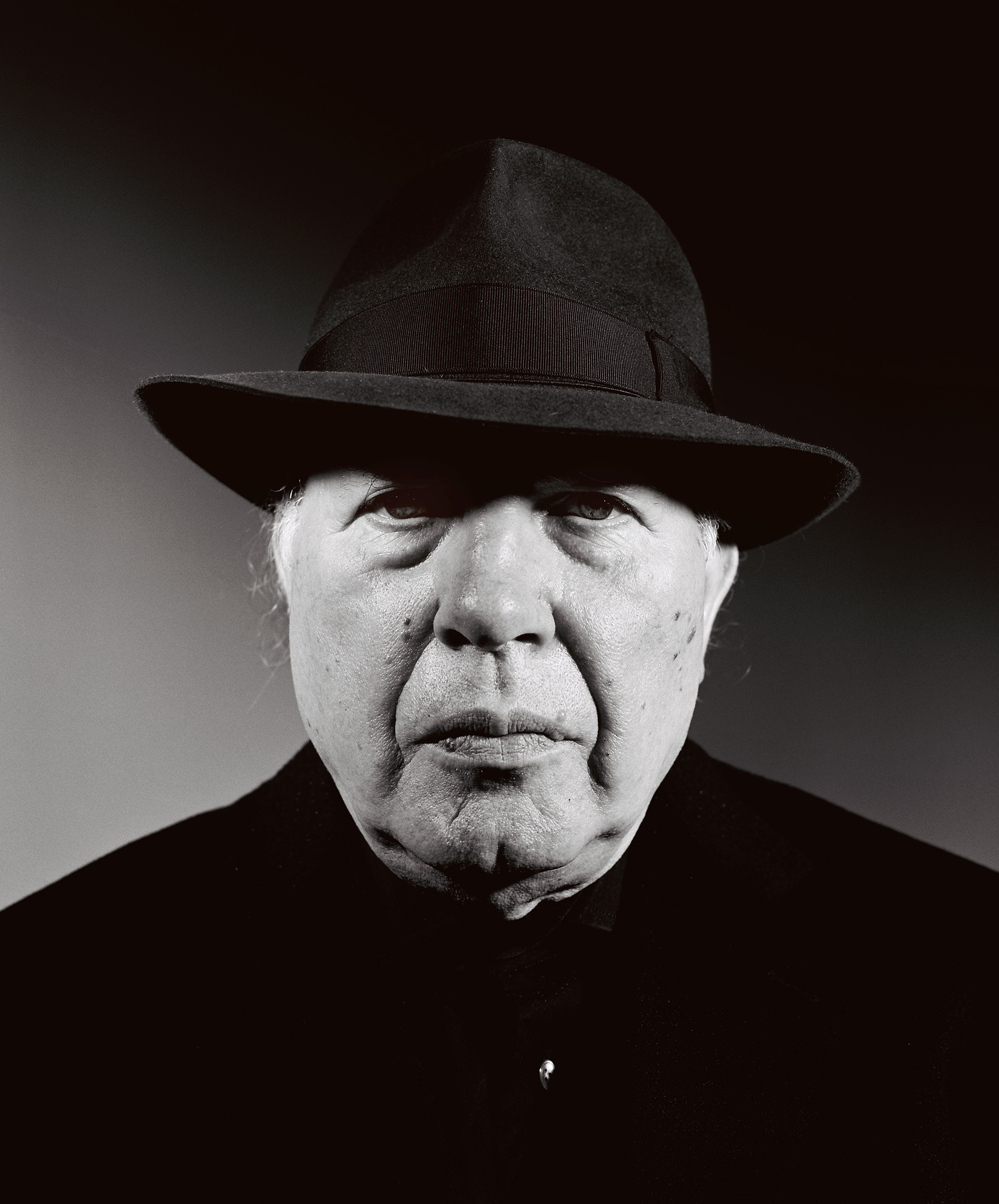
Kertész Imre

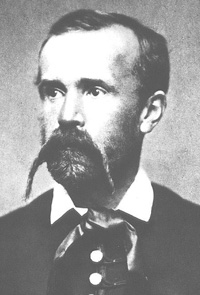
Madách Imre

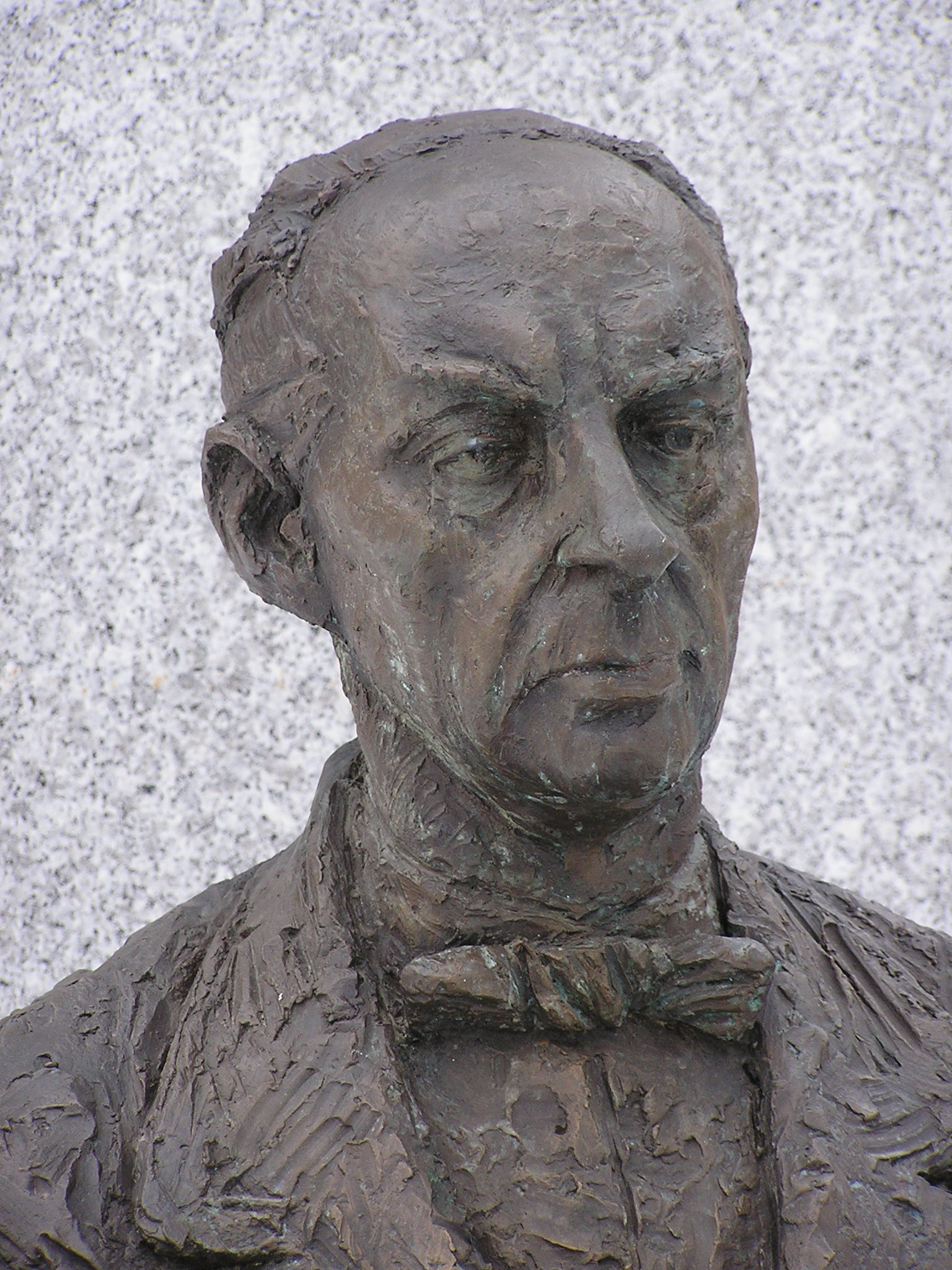
Márai Sándor

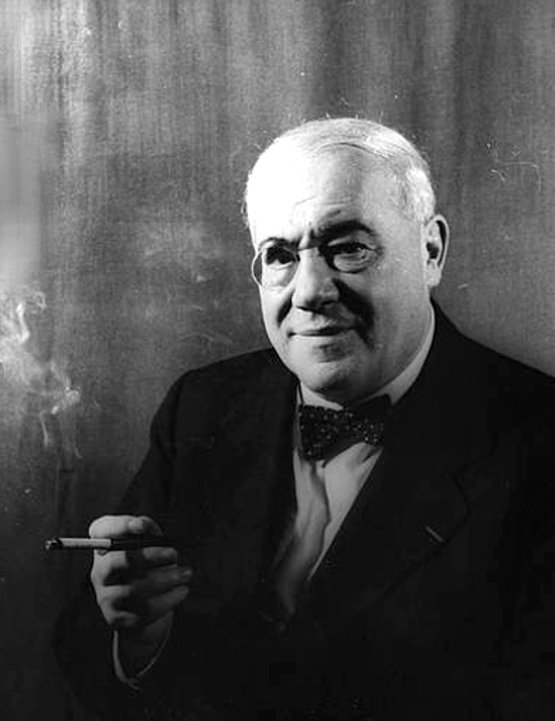
Molnár Ferenc

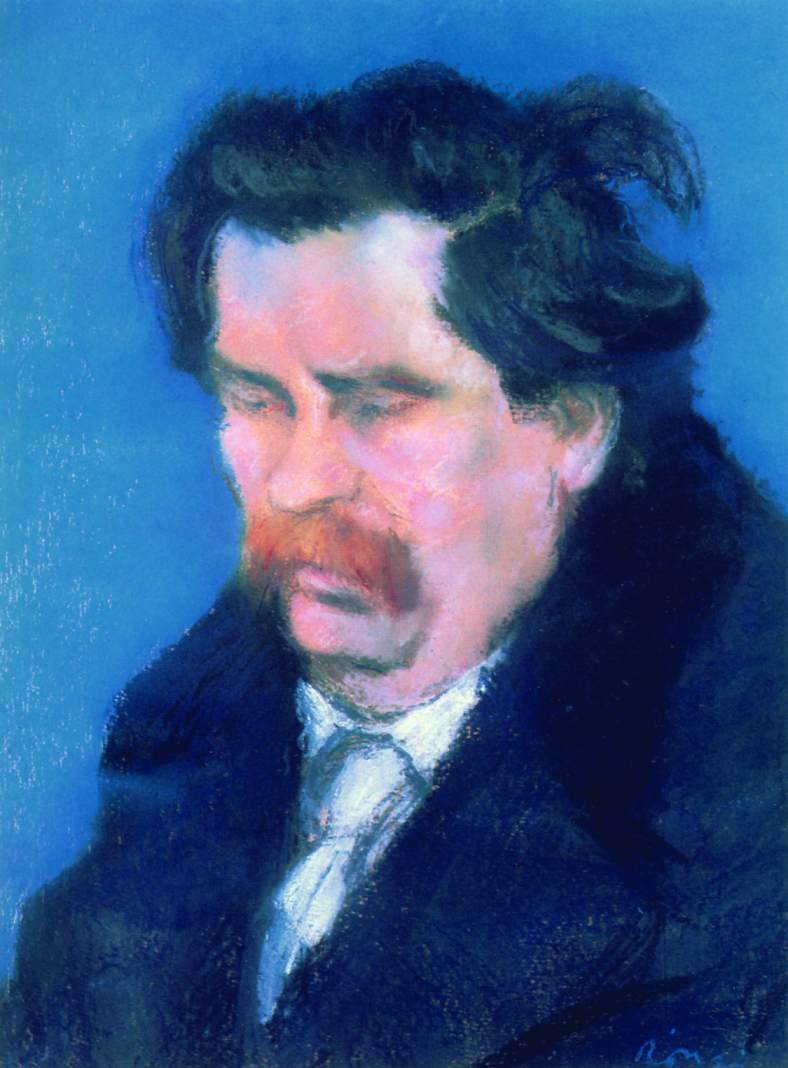
Móricz Zsigmond

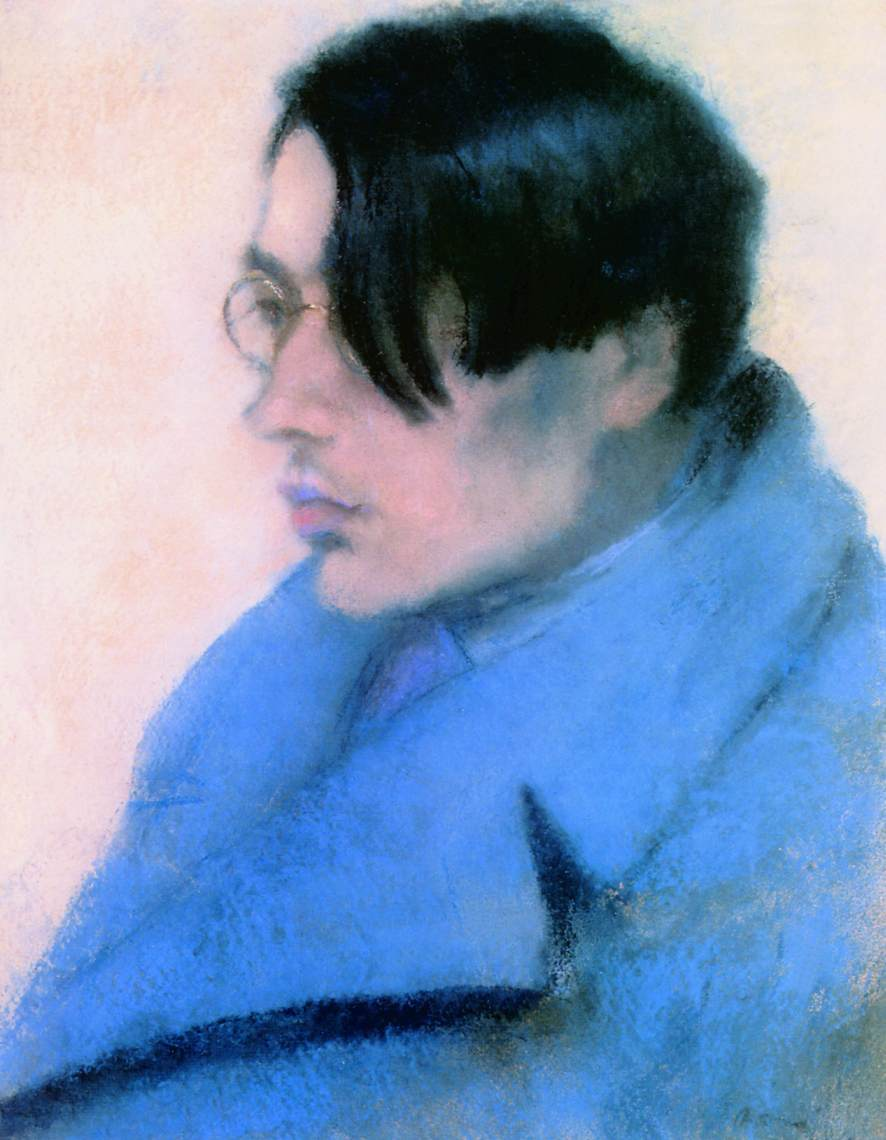
Szabó Lőrinc

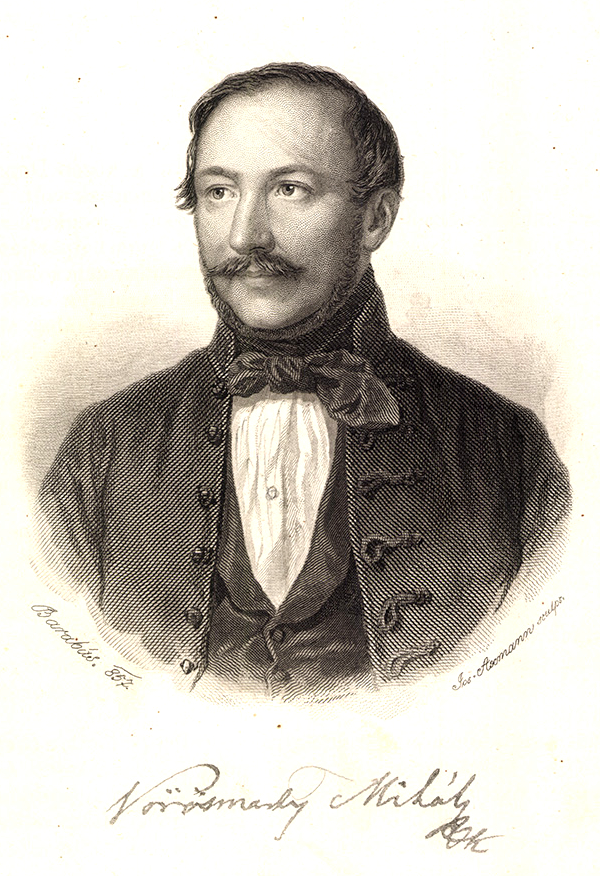
Vörösmarty Mihály

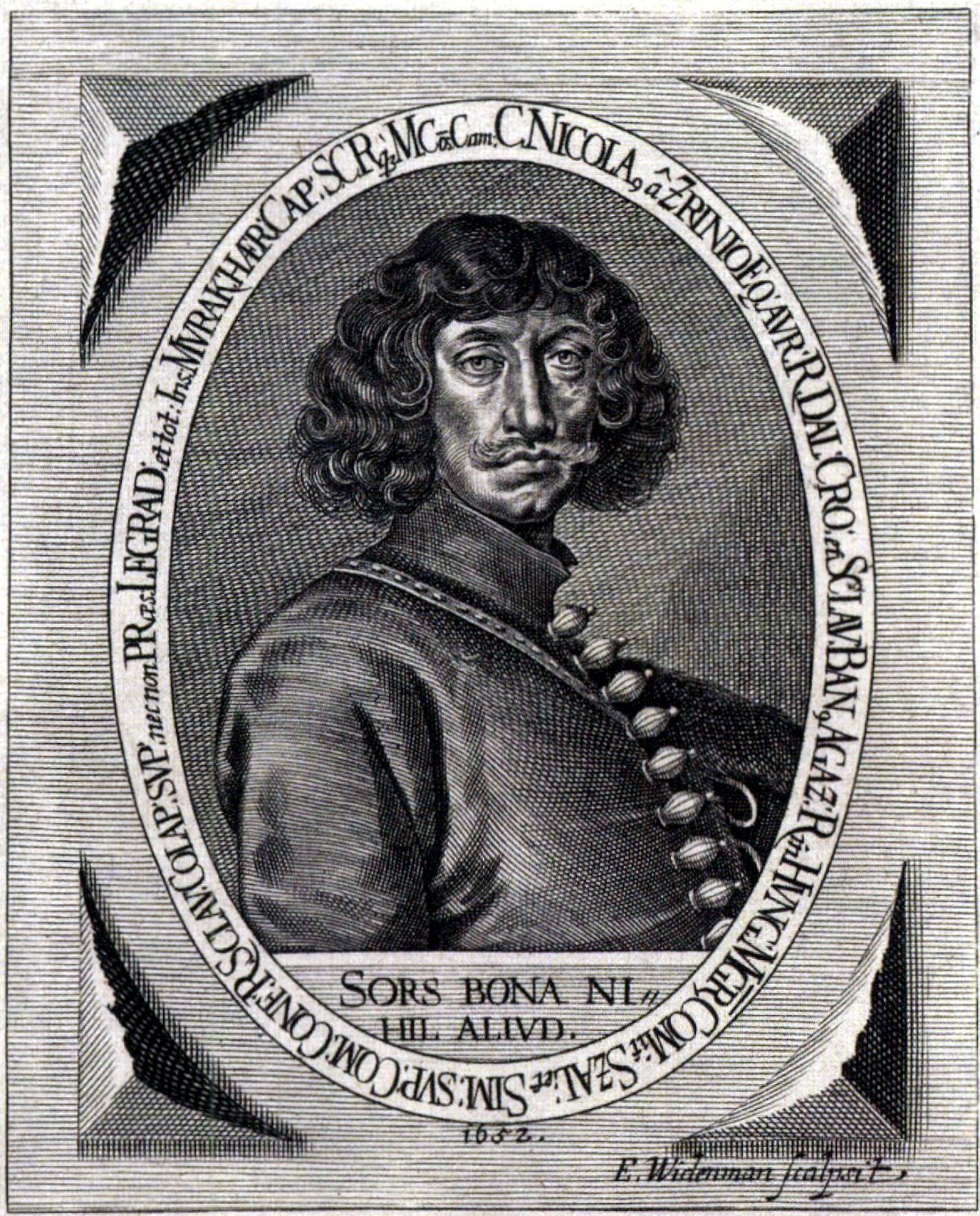
Zrínyi Miklós

### A
- Ignác Acsády (1845–1904)
- Tamás Aczél (1921–1994)
- Endre Ady (1877–1919)
- Zoltán Ambrus (1861–1932)
- János Apáczai Csere (1625–1659)
- Lajos Áprily (1887–1967)
- János Arany (1817–1882)
- László Arany (1844–1898)

### B
- Mihály Babits (1883–1941)
- Iván Bächer (1957–2013)
- József Bajza (1804–1858)
- József Bakucz (1929–1990)
- Bálint Balassi (1554–1594)
- Béla Balázs (1884–1949)
- Lajos Baráth (1935–2006)
- Attila Bartis (* 1968)
- János Batsányi (1763–1845)
- Pál Békés (1956–2010)
- Elek Benedek (1859–1929)
- Marcell Benedek (1885–1969)
- Géza Bereményi (* 1946)
- Dániel Berzsenyi (1776–1836)
- György Bessenyei (1747–1811)
- Kata Bethlen (1700–1759)
- Miklós Bethlen (1642–1716)
- Ádám Bodor (* 1936)
- Szilárd Borbély (1963–2014)
- Péter Bornemissza (1535–1584)
- Gyula Böszörményi (* 1964)
- Sándor Bródy (1863–1924)

### C
- László Cholnoky (1879–1929)
- Viktor Cholnoky (1868–1912)
- Géza Csáth (1887–1919)
- Tibor Cseres (1915–1993)
- András Cserna-Szabó (* 1974)
- Gregor Csiky, (1842–1891)
- Mihály Csokonai Vitéz (1773–1805)
- Sándor Csoóri (1930–2016)
- Győző Csorba (1916–1995)
- István Csukás (1936–2020)

### D
- György Dalos (* 1943)
- László Darvasi (* 1962)
- Gábor Dayka (1769–1796)
- Alajos Degré (1819–1896)
- Tibor Déry (1894–1977)
- József Dessewffy (1771–1843)
- Gábor Devecseri (1917–1971)
- Imre Dobozy (1917–1982)
- Kornél Döbrentei (* 1946)
- Jenő Dsida (1907–1938)
- Dragomir Dujmov (* 1963)

### E
- Zoltán Egressy (* 1967)
- István Eörsi (1931–2005)
- József Eötvös (1813–1871)
- Virág Erdős (* 1968)
- Péter Esterházy (1950–2016)

### F
- Ferenc Faludi (1704–1779)
- György Faludy (1910–2006)
- Péter Farkas (* 1955)
- Mihály Fazekas (1766–1828)
- Klára Fehér (1919–1996)
- Endre Fejes (1923–2015)
- Ferenc Fejtő (1909–2008)
- István Fekete (1900–1970)
- Miksa Fenyő (1877–1972)
- László F. Földényi (* 1952)
- Milán Füst (1888–1967)

### G
- Zsuzsanna Gahse (* 1946)
- Erzsébet Galgóczi (1930–1989)
- Géza Gárdonyi (1863–1922)
- Lorand Gaspar (1925–2019)
- Andor Endre Gelléri (1906–1945)
- Attila Gerécz (1929–1956)
- Nándor Gion (1941–2002)
- Árpád Göncz (1922–2015)
- Gábor Görgey (1929–2022)
- Krisztián Grecsó (* 1976)
- Albert Gyergyai (1893–1981)
- Balázs Györe (* 1954)
- Pál Gyulai (1826–1909)
- Tibor Gyurkovics (1931–2008)

### H
- Gábor Hajnal (1912–1987)
- Béla Hamvas (1897–1968)
- Miklós Haraszti (* 1945)
- Zsolt Harsányi (1887–1943)
- Győző Határ (1914–2006)
- Attila Hazai (1967–2012)
- Géza Hegedűs (1912–1999)
- Jenő Heltai (1871–1957)
- Ferenc Herczeg (1863–1954)
- Gyula Hernádi (1926–2005)
- Arthur Holitscher (1869–1941)
- Ádam Pálóczi Horváth (1760–1820)
- Miklós Hubay (1918–2011)

### I
- Ignotus (Hugó Veigelsberg) (1869–1949)
- Gyula Illyés (1902–1983)

### J
- Éva Janikovszky (1926–2003)
- Zoltán Jékely (1913–1982)
- Anna Jókai (1932–2017)
- Mór Jókai (1825–1904)
- Miklós Jósika (1794–1865)
- Tamás Jónás (* 1973)
- Attila József (1905–1937)
- Ferenc Juhász (1928–2015)
- Gyula Juhász (1883–1937)

### K
- Margit Kaffka (1880–1918)
- Márton Kalász (1934–2021)
- Sándor Kányádi (1929–2018)
- György G. Kardos (1919–1996)
- Ferenc Karinthy (1921–1992)
- Frigyes Karinthy (1887–1938)
- Gábor Karinthy (1914–1974)
- György Károly (* 1953)
- Lajos Kassák (1887–1967)
- József Katona (1791–1830)
- Ferenc Kazinczy (1759–1831)
- Zsigmond Kemény (1814–1875)
- Etelka Kenéz Heka (1936–2024)
- Ákos Kertész (1932–2022)
- Imre Kertész (1929–2016)
- Károly Kisfaludy (1788–1830)
- Sándor Kisfaludy (1772–1844)
- Ephraim Kishon (Ferenc Kishont) (1924–2005)
- József Kiss (1842–1921)
- László Kiss (* 1976)
- Noémi Kiss (* 1974)
- Ottó Kiss (* 1963)
- János Kodolányi (1899–1969)
- Ferenc Kölcsey (1790–1838)
- György Konrád (1933–2019)
- István Kormos (1923–1977)
- Dezső Kosztolányi (1885–1936)
- László Krasznahorkai (* 1954)
- Gyula Krúdy (1878–1933)
- Dénes Krusovszky (* 1982)

### L
- Menyhért Lakatos (1926–2007)
- Zsolt Láng (* 1958)
- László Lator (1927–2023)
- Ervin Lázár (1936–2006)
- Menyhért Lengyel (1880–1974)
- Franz Liebhardt, (1899–1989)

### M
- Imre Madách (1823–1864)
- Iván Mándy (1918–1995)
- Sándor Márai (1900–1989)
- András Maros (* 1971)
- László Márton (* 1959)
- László Mécs (1895–1978)
- Dezső Mészöly (1918–2011)
- Miklós Mészöly (1921–2001)
- Kelemen Mikes (1690–1761)
- Kálmán Mikszáth (1847–1910)
- György Moldova (1934–2022)
- Ákos Molnár (1895–1945)
- Ferenc Molnár (1878–1952)
- József Molnár (1918–2009)
- Károly Molter (1890–1981)
- Ferenc Móra (1879–1934)
- Terézia Mora (* 1971)
- Zsigmond Móricz (1879–1942)
- Aliz Mosonyi (* 1944)

### N
- Péter Nádas (* 1942)
- Gáspár Nagy (* 1949)
- Gergely Nagy (* 1969)
- Lajos Nagy (1883–1954)
- László Nagy (1925–1978)
- Ágnes Nemes Nagy (1922–1991)
- László Németh (1901–1975)

### O
- Ottó Orbán (1936–2002)
- Géza Ottlik (1912–1990)
- István Örkény (1912–1979)

### P
- Janus Pannonius (1434–1472)
- Károly Pap (1897–1945)
- Lajos Parti Nagy (* 1953)
- Géza Páskándi (1933–1995)
- László Passuth (1900–1979)
- Péter Pázmány (1570–1637)
- Gergely Péterfy (* 1966)
- Sándor Petőfi (1823–1849)
- György Petri (1943–2000)
- János Pilinszky (1921–1981)
- Alaine Polcz (1921–2007)
- Ernő Polgár (1954–2018)
- Johann Preyer (1805–1888)

### R
- Miklós Radnóti (1909–1944)
- Zsuzsa Rakovszky (* 1950)
- Jenő Rejtő (1905–1943)
- Sándor Reményik (1890–1941)
- Zsigmond Remenyik (1900–1962)
- János Rózsás (1926–2012)

### S
- Ferenc Sánta (1927–2008)
- Imre Sarkadi (1921–1961)
- György Schwajda (* 1943)
- Miklós György Serdián (* 1954)
- Sándor Sík (1889–1963)
- György Somlyó (1920–2006)
- Zoltán Somlyó (1882–1937)
- György Spiró (* 1946)
- András Sütő (1927–2006)
- Dezső Szabó (1879–1945)
- Lőrinc Szabó (1900–1957)
- Magda Szabó (1917–2007)
- Pál Szabó (1893–1970)
- Péter Szentmihályi Szabó (1945–2014)
- Sándor Szathmári (1897–1974)
- Géza Szávai (* 1950)
- István Széchenyi (1791–1860)
- Fábián János Szeder (1784–1859)
- János Székely (1901–1958)
- Jenő Szentiványi (1909–1986)
- Miklós Szentkuthy (1908–1988)
- Ernő Szép (1884–1953)
- Antal Szerb (1901–1945)
- Domokos Szilágyi (1938–1976)
- István Szilágyi (1938–2024)
- Géza Szőcs (1953–2020)
- Dezső Szomory (1869–1944)

### T
- Gyula Takáts (1911–2008)
- Áron Tamási (1897–1966)
- Dezső Tandori (1938–2019)
- Sándor Tar (1941–2005)
- János Térey (1970–2019)
- Józsi Jenő Tersánszky (1888–1969)
- Ottó Tolnai (* 1940)
- Mihály Tompa (1817–1868)
- Árpád Tóth (1886–1928)

### U
- László Ungvárnémeti Tóth (1788–1820)

### V
- János Vajda (1825–1897)
- Mihály Vajda (1935–2023)
- Miklós Vámos (* 1950)
- Eszter Várady (* 1953)
- Ilona Varga (* 1960)
- István Vas (1910–1991)
- Gábor Vaszary (1897–1985)
- Attila Végh (* 1962)
- Péter Veres (1897–1970)
- Béla Vihar (1908–1978)
- Christina Viragh (* 1953)
- Mihály Vörösmarty (1800–1855)

### W
- Albert Wass (1908–1998)
- Sándor Weöres (1913–1989)
- Elie Wiesel (1928–2016)

### Z
- Tibor Zalán (* 1954)
- Miklós Zelei (1948–2021)
- Zoltán Zelk (1906–1981)
- Lajos Zilahy (1891–1974)
- Péter Zilahy (* 1970)
- Miklós Zrínyi (1620–1664)
- Péter Zsoldos (1930–1997)
- Béla Zsolt (1895–1949)